# Tau (filme)
Tau é um filme estado-unidense dos géneros ficção científica e suspense, realizado por Federico D'Alessandro, escrito por Noga Landau, e protagonizado por Maika Monroe, Ed Skrein e Gary Oldman. Estreou-se na Netflix a 29 de junho de 2018.

## Elenco
- Maika Monroe como Julia, cobaia 3
- Ed Skrein como Alex
- Gary Oldman como Tau
- Fiston Barek como cobaia 2
- Ivana Zivkovic como cobaia 1
- Sharon D. Clarke como chefe do crime organizado
- Ian Virgo como rapaz da festa

## Produção
Em maio de 2016, foi anunciado que Maika Monroe e Ed Skrein foram escalados para protagonizar o filme, com Federico D'Alessandro sendo o realizador, e David S. Goyer, Kevin Turen, Russell Ackerman, e John Schoenfelder como produtores, e Ken Kao, Dan Kao e Luc Étienne como produtores executivos, nos estúdios Addictive Pictures, Phantom 4, e Waypoint Entertainment. Em agosto de 2016, foi anunciado que a Rhea Films e a Hercules Film Fund seriam as produtoras do filme.

## Lançamento
Em novembro de 2017, a Netflix comprou os direitos de distribuição do filme. O filme foi lançado a 29 de junho de 2018.